# Symbrenthia hypselis
Symbrenthia hypselis är en fjärilsart som beskrevs av Jean Baptiste Godart 1823. Symbrenthia hypselis ingår i släktet Symbrenthia och familjen praktfjärilar. Inga underarter finns listade i Catalogue of Life.

## Bildgalleri

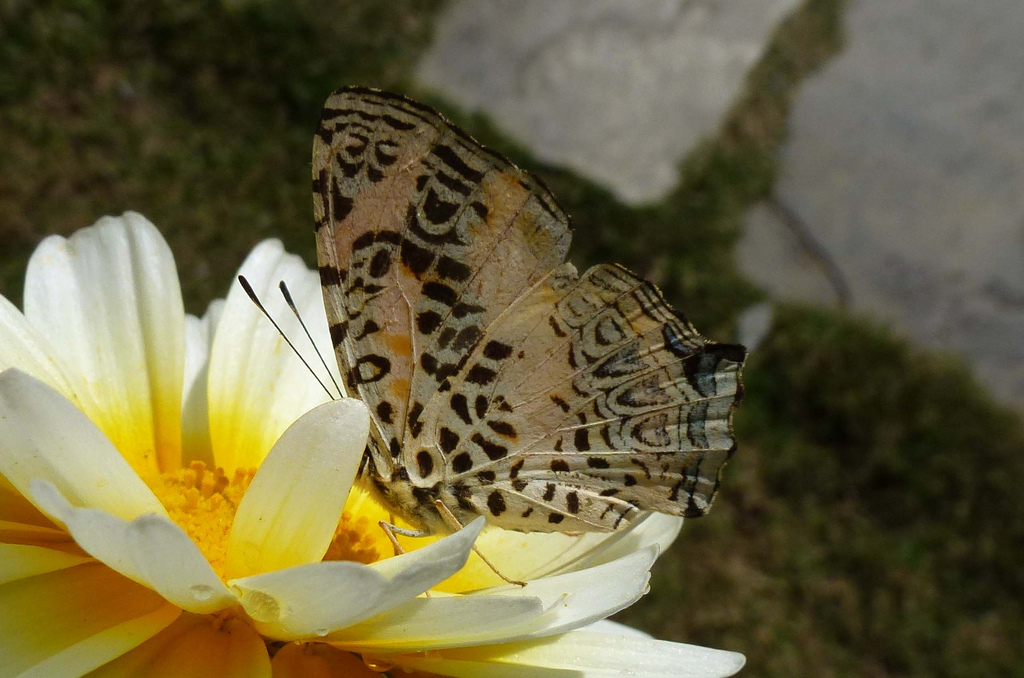